# Campeonato Europeo de Boxeo Aficionado
El Campeonato Europeo de Boxeo Aficionado es la máxima competición de boxeo aficionado a nivel europeo. Es organizado desde 1925 por la Confederación Europea de Boxeo (EUBC). Actualmente se realiza cada año par. 
Las categorías en las que se compite por el título de campeón mundial son diez: 
- Peso minimosca (49 kg), mosca (52 kg), gallo (56 kg), ligero (60 kg), superligero (64 kg), wélter (69 kg), medio (75 kg), semipesado (81 kg), pesado (91 kg) y superpesado (+91 kg).

## Ediciones
| Núm.    | Año  | Sede                                 | País                                 |
| ------- | ---- | ------------------------------------ | ------------------------------------ |
| I       | 1925 | Estocolmo                            | Suecia                               |
| II      | 1927 | Berlín                               | Alemania                             |
| III     | 1930 | Budapest                             | Hungría                              |
| IV      | 1934 | Budapest                             | Hungría                              |
| V       | 1937 | Milán                                | Italia                               |
| VI      | 1939 | Dublín                               | Irlanda                              |
| VII     | 1947 | Dublín                               | Irlanda                              |
| VIII    | 1949 | Oslo                                 | Noruega                              |
| IX      | 1951 | Milán                                | Italia                               |
| X       | 1953 | Varsovia                             | Polonia                              |
| XI      | 1955 | Berlín Occidental                    | RFA                                  |
| XII     | 1957 | Praga                                | Checoslovaquia                       |
| XIII    | 1959 | Lucerna                              | Suiza                                |
| XIV     | 1961 | Belgrado                             | Yugoslavia                           |
| XV      | 1963 | Moscú                                | URSS                                 |
| XVI     | 1965 | Berlín Oriental                      | RDA                                  |
| XVII    | 1967 | Roma                                 | Italia                               |
| XVIII   | 1969 | Bucarest                             | Rumania                              |
| XIX     | 1971 | Madrid                               | España                               |
| XX      | 1973 | Belgrado                             | Yugoslavia                           |
| XXI     | 1975 | Katowice                             | Polonia                              |
| XXII    | 1977 | Halle                                | RDA                                  |
| XXIII   | 1979 | Colonia                              | RFA                                  |
| XXIV    | 1981 | Tampere                              | Finlandia                            |
| XXV     | 1983 | Varna                                | Bulgaria                             |
| XXVI    | 1985 | Budapest                             | Hungría                              |
| XXVII   | 1987 | Turín                                | Italia                               |
| XXVIII  | 1989 | El Pireo                             | Grecia                               |
| XXIX    | 1991 | Gotemburgo                           | Suecia                               |
| XXX     | 1993 | Bursa                                | Turquía                              |
| XXXI    | 1996 | Vejle                                | Dinamarca                            |
| XXXII   | 1998 | Minsk                                | Bielorrusia                          |
| XXXIII  | 2000 | Tampere                              | Finlandia                            |
| XXXIV   | 2002 | Perm                                 | Rusia                                |
| XXXV    | 2004 | Pula                                 | Croacia                              |
| XXXVI   | 2006 | Plovdiv                              | Bulgaria                             |
| XXXVII  | 2008 | Liverpool                            | Reino Unido                          |
| XXXVIII | 2010 | Moscú                                | Rusia                                |
| XXXIX   | 2011 | Ankara                               | Turquía                              |
| XL      | 2013 | Minsk                                | Bielorrusia                          |
| XLI     | 2015 | Samokov                              | Bulgaria                             |
| XLII    | 2017 | Járkov                               | Ucrania                              |
| —       | 2019 | No realizado por los Juegos Europeos | No realizado por los Juegos Europeos |
| XLIII   | 2022 | Ereván                               | Armenia                              |
| XLIV    | 2024 | Belgrado                             | Serbia                               |